# 平岡優也
平岡 優也（ひらおか ゆうや、1992年10月17日 - ）は、日本の男性シンガーソングライター。キャス主。本名同じ。秋田県秋田市出身。秋田県秋田市育ち。身長180 cm。4人兄弟の末っ子。血液型はB型。

## 人物
20歳で上京、大学卒業後ピアノを始めた。

## 略歴
2015年5月14日 Twitter開設
2015年6月14日 初ライブ、初台ドアーズ
2015年8月2日 ライブ出演、明治神宮前
2015年8月17日 対バンライブ出演、駒沢ストロベリーフィールズ
2015年9月28日 対バンライブ出演、下北沢ストロベリーフィ－ルズ
2015年11月18日 対バンライブ出演、新宿御苑ROSSO
2015年12月28日 対バンライブ出演、高田馬場mono
2016年1月21日 対バンライブ出演、新高円寺カナデミア
2016年2月16日 対バンライブ出演、ひまわり広場で手をつなごう
2016年7月 TwitCasting（ツイットキャスティング）配信開始。毎日配信している。（8月22日現在）
2016年11月11日 TWO MAN LIVE開催。早稲田ムーンストーン
2017年1月 SHOWROOMで1位を取得し、MV「お疲れさま」を作成
2017年4月30日 MV「お疲れさま」をYouTube等で配信中